# Rhus rubifolia
Rhus rubifolia là một loài thực vật có hoa trong họ Đào lộn hột. Loài này được Turcz. miêu tả khoa học đầu tiên năm 1858.